# George Peppard
George William Peppard Jr. (ur. 1 października 1928 w Detroit, zm. 8 maja 1994 Los Angeles) – amerykański aktor. Odtwórca roli pułkownika Johna „Hannibala” Smitha, palącego cygara przywódcy oddziału komandosów–renegatów w kultowym serialu akcji NBC Drużyna A (1983–1987).
Laureat nagrody National Board of Review dla najlepszego aktora drugoplanowego za rolę Rafe’a Copleya w melodramacie Vincente Minnellego Dom od wzgórza (Home from the Hill, 1960), za którą był nominowany do Nagrody BAFTA dla najbardziej obiecującego nowicjusza w czołowej roli filmowej.
17 lipca 1985 otrzymał własną gwiazdę w Alei Gwiazd w Los Angeles znajdującą się przy 6675 Hollywood Boulevard.

## Wczesne lata
Urodził się w Detroit w Michigan jako syn Vernelle Rohrer Peppard, nauczycielki śpiewu, i George’a Williama Pepparda Sr., wykonawcy robót budowlanych. Jego matka pięć razy poroniła, zanim urodziła George’a. Jego rodzina straciła wszystkie pieniądze w czasie wielkiego kryzysu, a ojciec musiał zostawić rodzinę, podczas gdy szukał pracy. W 1946 ukończył Dearborn High School w Dearborn w Michigan. 
8 lipca 1946 zaciągnął się do United States Marine Corps i awansował do stopnia kaprala, opuszczając korpus po zakończeniu służby w styczniu 1948. W latach 1948–1949 studiował inżynierię lądową na Uniwersytecie Purdue, gdzie należał do trupy teatralnej Purdue Playmakers. Zainteresował się aktorstwem, będąc szczególnym wielbicielem Waltera Hustona. Następnie przeniósł się do Carnegie Institute of Technology (obecnie Carnegie Mellon University) w Pittsburghu, gdzie uzyskał tytuł licencjata w 1955. (w 1951 porzucił naukę na rok po śmierci ojca). Pracował jako DJ radiowy w WLOA w Braddock w Pensylwanii. 

## Kariera
W 1949 zadebiutował na scenie Pittsburgh Playhouse. Po przeprowadzce do Nowym Jorku, zapisał się do Actors Studio, gdzie studiował metodę u Lee Strasberga. W tym czasie wykonywał różne prace, aby zarobić na swoje życie, na przykład pracował jako disc jockey, inżynier stacji radiowej, uczył szermierki, prowadził taksówkę i był mechanikiem w warsztacie motocyklowym. Występował na Broadwayu w przedstawieniach: Dziewczyny lata (1956) jako Mickey Argenti z Shelley Winters i W przyjemnym towarzystwie (1958) w roli Rogera Hendersona. 
W 1956 pojawił się gościnnie w telewizji w serialach: The Big Story i The United States Steel Hour. Jego filmowym debiutem była rola kadeta Roberta Marqualesa w dramacie noir Dziwny (The Strange One, 1957), opowiadającym o studentach stojących przed dylematem etycznym w szkole wojskowej w południowych Stanach Zjednoczonych. W ekranizacji powieści Jacka Kerouaca Podziemni (The Subterraneans, 1960) zagrał główną rolę samotnego pisarza Leo Percepieda, który ulega namowom swojej matki i postanawia znaleźć sobie partnerkę. W tragikomedii Blake’a Edwardsa Śniadanie u Tiffany’ego (1961) na podstawie opowiadania Trumana Capote’a stworzył swoją największą aktorską kreację początkującego pisarza Paula Varjaka, który nawiązuje romantyczną relację z sąsiadką graną przez Audrey Hepburn. Rola ta przyniosła mu sławę i status gwiazdy i otworzyła drogę do dalszej kariery. 
Potem posypały się propozycje kolejnych ciekawych ról: kaprala Franka Chase’a w dramacie wojennym Carla Foremana Zwycięzcy (The Victors, 1963) u boku George’a Hamiltona, porucznika Johna Curtisa w sensacyjnym dramacie wojennym Michaela Andersona Operacja Kusza (Operation Crossbow, 1965) z Sophią Loren, Steve’a Mallorya, który przeżył wypadek samochodowy i cierpi na amnezję, w dramacie Jacka Smighta Dzień trzeci (The Third Day, 1965) z Elizabeth Ashley, porucznika Bruno Stachela w dramacie wojennym Johna Guillermina Błękitny Max (The Blue Max, 1966), pechowego prywatnego detektywa P.J. Detweilera z Nowego Jorku w dreszczowcu P.J. (1967), hazardzisty Dolana w westernie Noc w Jericho (Rough Night in Jericho, 1967) z Jean Simmons, kapitana policji Franka Matthewsa w dramacie kryminalnym Wahadło (Pendulum, 1969) z Jean Seberg i brytyjskiego agenta MI5 Johna Shaya w dreszczowcu neo-noir Sama Wanamakera Egzekutor (The Executioner, 1970), którego akcja rozgrywa się podczas zimnej wojny z Joan Collins. Od 20 marca 1972 do 12 marca 1974 grał postać amerykańskiego prywatnego detektywa pochodzenia polskiego Thomasa Banacka w serialu kryminalnym NBC Banaczek.
Dobrze rozwijająca się kariera załamała się w latach 70., kiedy to aktor zmagał się z alkoholizmem. Uzależnienie pokonał w 1978, a w latach 80. udało mu się wrócić na szczyty popularności. Od 23 stycznia 1983 do 8 marca 1987 grał rolę weterana wojny wietnamskiej pułkownika Johna „Hannibala” Smitha w serialu NBC Drużyna A, który okazał się jednym z największych przebojów amerykańskiej telewizji, bijąc rekordy popularności i stając się z czasem jedną z ikon kultury masowej, a z odtwórców głównych ról uczynił gwiazdy pierwszej wielkości. 
To Peppard miał zagrać rolę Blake’a Carringtona w operze mydlanej Dynastia. Jednak w wyniku konfliktu ze scenarzystami wycofał się z produkcji, choć zdjęcia z jego udziałem już się rozpoczęły. Zastąpił go John Forsythe. Był również brany pod uwagę do roli w legendarnym westernie Siedmiu wspaniałych. Jednak rolę otrzymał ostatecznie Steve McQueen.

## Życie prywatne
Był pięciokrotnie żonaty. Z pierwszych dwóch związków miał troje dzieci; synowie Brad i Christian, i córka Julie. 
W 1992 wykryto u niego raka płuc. Zmarł dwa lata później, 8 maja 1994 w wyniku komplikacji związanych z chorobą. Został pochowany na cmentarzu w swoim rodzinnym mieście Dearborn w stanie Michigan.

## Filmografia
- Alfred Hitchcock przedstawia (1957) jako Evan Wallace
- Wzgórze Pork Chop (1959) jako kapral Chuck Fedderson
- Dom od wzgórza (1960) jako Rafael „Rafe” Copley
- Podziemni (1960) jako Leo Percepied
- Śniadanie u Tiffany’ego (1961) jako Paul Varjak
- Jak zdobywano Dziki Zachód (1962) jako Zeb Rawlings
- Zwycięzcy (1963) jako Chase
- Rogate dusze (1964) jako Jonas Cord
- Dzień trzeci (1965) jako Steve Mallory
- Operacja Kusza (1965) jako porucznik John Curtis
- Błękitny Max (1966) jako Bruno Stachel
- Tobruk (1967) jako kpt. Kurt Bergman
- Noc w Jericho (1967) jako Dolan
- Banaczek (1972-74; serial TV) jako Thomas Banacek
- Aleja potępionych (1977) jako mjr. Eugene Denton
- Bitwa wśród gwiazd (1980) jako kowboj
- Drużyna A (1983-87; serial TV) jako płk. John „Hannibal” Smith
- Przestępczość zdezorganizowana (1989) jako właściciel sklepu z bronią
- Noc Lisa (1990) jako Harry Martineau/Max Vogel